# Všestudy

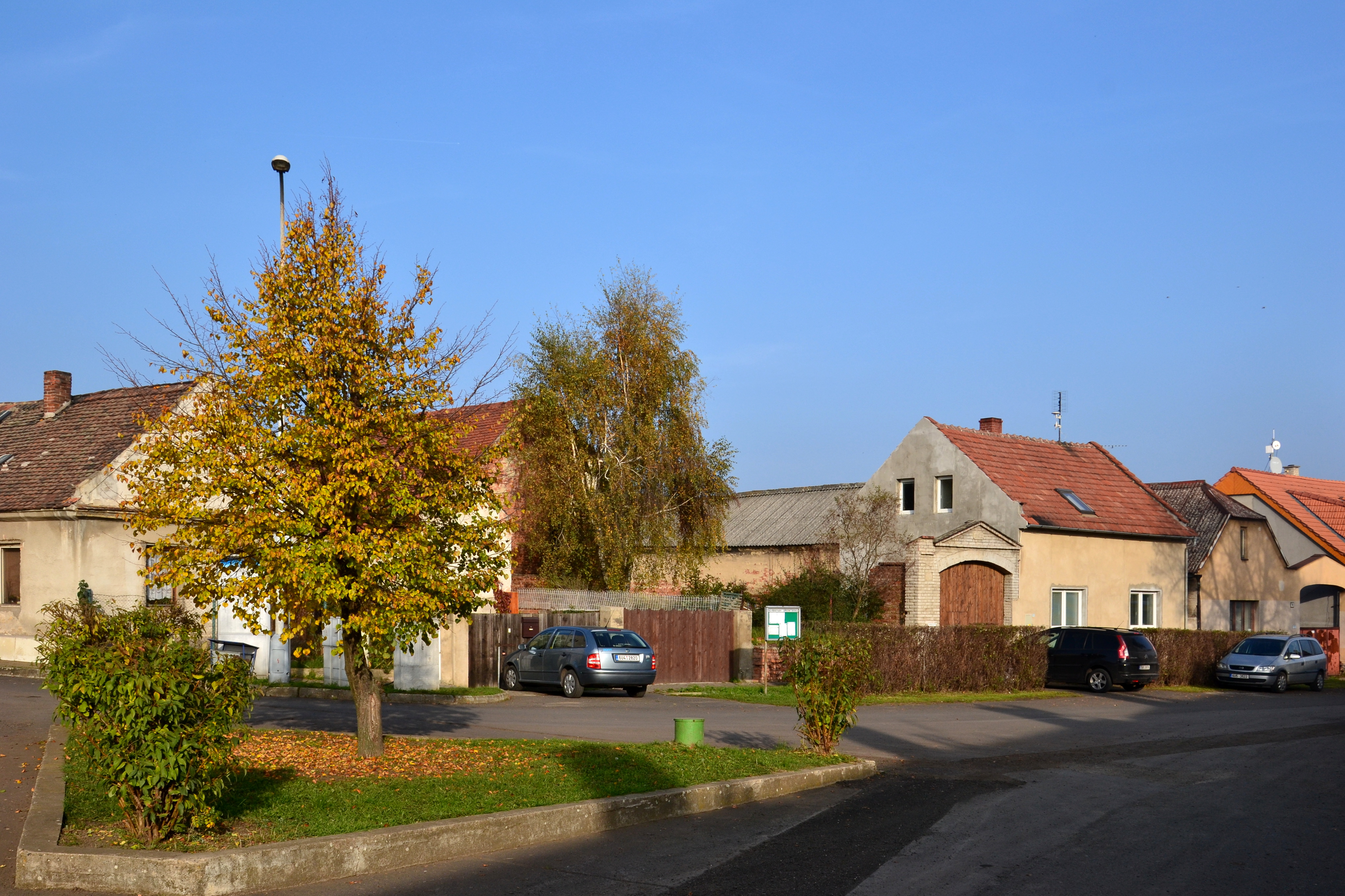
Všestudy

Všestudy (deutsch Schößl) ist eine Gemeinde in Tschechien. Sie liegt sieben Kilometer östlich des Stadtzentrums von Chomutov und gehört zum Okres Chomutov.

## Geographie
Všestudy befindet sich im Nordböhmischen Becken rechtsseitig des Baches Hošnický potok in der Quellmulde eines kleinen Zuflusses.
Nachbarorte sind Okořín im Norden, Strupčice und Malé Březno im Nordosten, Hošnice im Osten, Sušany und Škrle im Südosten, Voděrady, Bílence, Hořenec und Nezabylice im Süden, Přečaply und Údlice im Südwesten, Chomutov im Westen sowie Pesvice im Nordwesten.
Die westlich gelegene Ansiedlung Michanice (Michanitz) fiel dem Braunkohlentagebau zum Opfer. An ihrer Stelle liegt heute das abgesoffene Restloch der Zeche Důl Jana Žižky.

## Geschichte
Archäologische Funde, die der Knovízer Kultur zuzuordnen sind, belegen eine Besiedlung in der Jungbronzezeit. Das heutige Dorf entstand im 12. Jahrhundert. 1325 wurde Wssestud im Zuge des Verkaufs etlicher Dörfer durch die Kommende des Deutschritterordens in Komotau an das Kloster Podersam erstmals schriftlich erwähnt. Der älteste Teil ist die nördlich an der alten Meißnischen Straße gelegene Ortslage Buschenpelz. In der Mitte des 16. Jahrhunderts entstand die Kirche des Erzengels Michael. 1559 ist Johann Krabitz von Weitmühl auf Komotau als Besitzer nachweisbar, er verkaufte in diesem Jahre das Dorf an Nickel Hochhauser von Hochhausen auf Eisenberg. Der Ort unterlag zu dieser Zeit dem Komotauer Bierzwang. Im Laufe der Zeit wurde das Dorf als Czestul, Wssiestus, Wssyestud, Schiestel, Schössel, Schoesslaw, Schöstle, Schöszt, Schezsl und Schößl bezeichnet. 1775 brannte die Kirche aus. Am Puschenpelz befand sich eine große Ausspanne. Nach der Entdeckung eines ergiebigen Braunkohlenlagers wurden am Puschenpelz Kohlenschächte abgeteuft. In den 1830er und 1840er wurden in der Umgebung des Dorfes zehn Kohlenschächte betrieben. Später folgten weitere, die bedeutendsten waren die Anna Bernard-Zeche, die Michaeli-Zeche und die Margaretha-Zeche. Im Jahre 1847 wurde der Kirchturm durch ein Feuer ruiniert.
Nach der Aufhebung der Patrimonialherrschaften bildete Schößl/Všestudy mit dem Ortsteil Puschenpelz ab 1850 eine politische Gemeinde im Bezirk Komotau und Gerichtsbezirk Görkau. 1869 erfolgte die Eingemeindung von Ukkern und Pößwitz. In dem Dorf lebten in dieser 280 Menschen. Nachdem die Ausspanne in Puschenpelz erlosch, entstand dort eine kleine Ansiedlung. Schößl war ein rein landwirtschaftliches Dorf, die fruchtbaren Böden waren ertragreich und zudem wurde auch Viehzucht betrieben. Der Kohlenbergbau erlosch zum Ende des 19. Jahrhunderts. 1897 lösten sich Ukkern und Pößwitz los und bildeten eigene Gemeinden. Bis in die 1920er Jahre war Schößl ausschließlich von Deutschen bewohnt. 1927 erhielten am Rande des Dorfes ehemalige Angehörige der tschechoslowakischen Legion Boden zugeteilt und es entstanden fünf neue Anwesen. In Schößl wurde in deutscher Sprache unterrichtet, die tschechischen Kinder besuchten die tschechische Schule in Pößwitz. 1930 lebten in Schößl 312 Menschen.
Nach dem Münchner Abkommen wurde die Gemeinde 1938 dem Deutschen Reich zugeschlagen und gehörte bis 1945 zum Landkreis Komotau. In dieser Zeit waren die tschechischen Landwirte starken Behinderungen durch deutsche Behörden ausgesetzt und zur Umsiedlung ins Binnenland veranlasst. 1939 hatte Schößl nur noch 256 Einwohner. Nach dem Zweiten Weltkrieg kam der Ort zur Tschechoslowakei zurück und die deutschen Einwohner wurden vertrieben. Zwischen 1986 und 1990 war Všestudy nach Otvice eingemeindet. 1991 stimmte die Gemeindevertretung dem Abriss der seit den 1960er Jahren stark baufälligen Kirche zu. Dieser wurde nach einer im Juni 1992 erfolgten Missbilligung durch die Kirchenverwaltung nicht ausgeführt. In der Ortslage Pošumpelec stehen heute nur noch einige Ruinen.

## Gemeindegliederung
Für die Gemeinde Všestudy sind keine Ortsteile ausgewiesen. Zu Všestudy gehört die Ortslage Pošumpelec (Puschenpelz).

## Sehenswürdigkeiten
- Kirche des Erzengels Michael, die aus dem 16. Jahrhundert stammende gotischen Kirche wurde 1775 bei einem Brand stark beschädigt. Mit Unterstützung von Maria Theresia erfolgte bis 1779 ein Wiederauf- und gleichzeitiger Umbau. Der 1847 ausgebrannte Kirchturm wurde 1898 durch einen Neubau ersetzt. Die Kirche ist stark verfallen.
- Kriegsgefallenendenkmal, 1972 von der Kirche in den Park umgesetzt